# جورج إي. سبنسر
جورج إي. سبنسر (بالإنجليزية: George E. Spencer)‏ هو محامي وسياسي أمريكي، ولد في 1 نوفمبر 1836 في تشامبيون في الولايات المتحدة، وتوفي في 19 فبراير 1893 في واشنطن العاصمة في الولايات المتحدة. حزبياً، نشط في الحزب الجمهوري. وقد انتخب عضو مجلس الشيوخ الأمريكي.